# Suicídio no Brasil

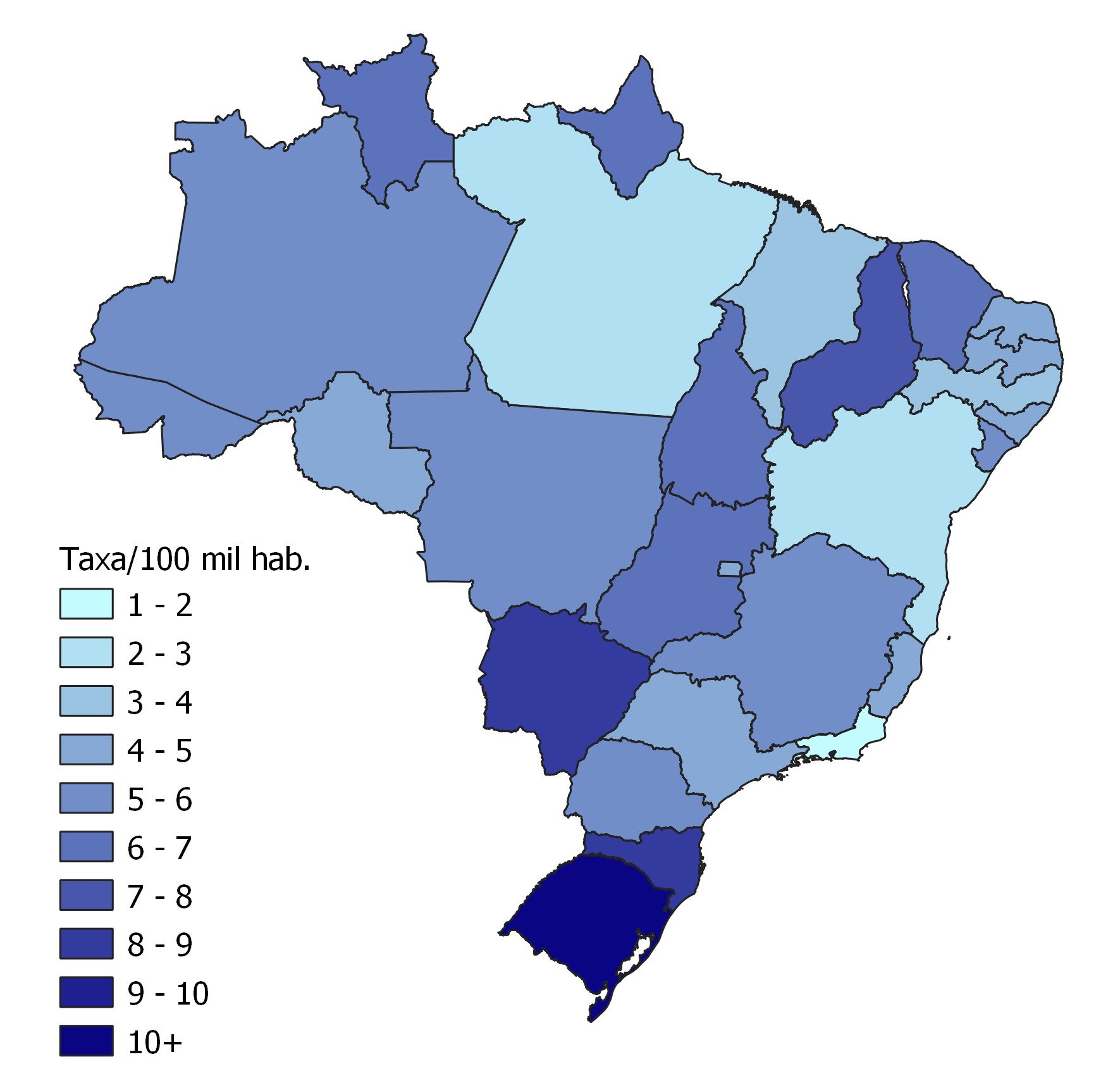
Suicídios no Brasil por 100 mil habitantes em 2013

Nas últimas décadas, observa-se o crescimento ininterrupto dos casos de suicídio no Brasil. Os números são especialmente preocupantes entre jovens. Em um período de 28 anos, houve um aumento de 30% nos casos de suicídio, taxa maior do que a média das outras faixas etárias. A taxa cresce por uma conjunção de fatores. "A sociedade está cada vez menos solidária, o jovem não tem mais uma rede de apoio. Além disso, é desiludido em relação aos ideais que outras gerações tiveram", afirma Neury Botega, psiquiatra da UNICAMP.
Conforme a Organização Mundial da Saúde (OMS), o Brasil está em oitavo dentre os países com maior número de suicídios, atrás de Índia, China, Estados Unidos, Rússia, Japão, Coreia do Sul e Paquistão. Em 2013, contabilizou 11.821 suicídios (9.198 do sexo masculino e 2.623 do sexo feminino). Em taxas relativas (mortes por cem mil habitantes), o Rio Grande do Sul tem a maior taxa, com 10,2, seguido de Roraima, Mato Grosso do Sul e Santa Catarina, conforme levantamento do Ministério da Saúde abarcando o período de 2006 a 2010.
O Brasil é signatário do "Plano de Ação sobre Saúde Mental 2013–2020" da Organização Mundial da Saúde, que busca a redução da taxa de suicídio em 10% até 2020; no entanto, nos últimos dez anos, o número de suicídios no país tem aumentado, o que tem preocupado o governo.

## Métodos
Em 2019, realizou-se um estudo descritivo com base nos dados de óbitos por suicídio registrados no Sistema de Informações sobre Mortalidade (SIM), entre 2010 a 2019, e de notificações de violências autoprovocadas registradas no Sistema de Informação de Agravos de Notificação (Sinan), em 2019. Segundo os dados, 60% dos suicídios fora através de envenenamento, 16,2% por lesão cortante, 6,2% enforcamento, %1,3 objeto contundente,  0,9% substância/objeto quente e 0,5% por arma de fogo. 83,9% da vezes, a tentativa ocorreu em casa e 40,9% da pessoas são reincidentes.
Nos casos analisados de 1980 a 2006, quando o envenenamento foi o método de suicídio utilizado, 41,5% cometeram suicídio usando pesticidas e 18% usando medicamentos. Em relação ao número total de mortes ocorridas em casa, 64,5% foram causadas por enforcamento e 17,8% por armas de fogo. Por outro lado, de todas as mortes por envenenamento, 37,1% aconteceram no hospital e apenas 5,8% em casa. Nas ruas ou áreas públicas, a maioria das mortes envolveu o uso de armas de fogo (24,7%). Neste estudo, em relação aos métodos de escolha para o suicídio, as mulheres só predominaram sobre os homens no uso de medicação como método.

No Brasil, os casos de intoxicações ocupacionais por agrotóxicos (fitossanitários) aparecem em queda enquanto o número de intoxicações propositais para fins de suicídio estão em alta, no entanto o SINITOX, Sistema Nacional de Informações Tóxico-Farmacológicas informa que "o menor número de casos de intoxicações e envenenamentos registrado nas estatísticas publicadas pelo Sinitox, nos últimos anos, ocorreu em virtude da diminuição da participação dos Centros de Informação e Assistência Toxicológica (CIATs) nestes levantamentos".
Tabela da evolução das intoxicações por agrotóxicos no Brasil
Evolução das intoxicações com produtos fitossanitários no Brasil, tendo como causas a ocupacional e a tentativa de suícidio no período 1987-2013 levantadas na casuística do SINITOX (Goellner, 2018)

## Dados estatísticos
No Brasil, de acordo com estimativas oficiais do DATASUS, foram contabilizadas 195.979 mortes autoprovocadas entre 1996 e 2017, aos se considerar a distribuição por sexo, do total de mortes, 79,02% foram de homens, isso significa que para cada mulher que se mata, há, em média, quatro indivíduos do sexo oposto que cometem suicídio.
Rio Grande do Sul, Santa Catarina e Mato Grosso do Sul apresentam as maiores taxas históricas de suicídios; no polo oposto, observamos Pará, Bahia e Maranhão.
No Rio Grande do Sul, há fortes indícios de que o problema possa estar relacionado à cultura do tabaco e aos agrotóxicos usados nas lavouras, pesticidas com manganês aumentam o risco de provocar danos ao sistema nervoso central. Em 2015 suicidaram-se 10 pessoas — na maioria agricultores — em Santa Cruz do Sul, cidade gaúcha com cerca de 102 mil habitantes, conhecida como capital do fumo, a cidade de Venâncio Aires, vizinha de Santa Cruz chegou a 37,22 casos por 100 mil habitantes.

### Por unidade federativa
O número de suicídios na tabela a seguir foi calculado a partir da soma das ocorrências de lesões autoprovocadas voluntariamente do Grande Grupo CID 10: X60-X84, os dados foram obtidos do Datasus.
| UF                  | 1996   | 1997   | 1998   | 1999   | 2000   | 2001   | 2002   | 2003   | 2004   | 2005   | 2006   | 2007   | 2008   | 2009   | 2010   | 2011   | 2012   | 2013   | 2014   | 2015   | 2016   | 2017   | 2018   | 2019   | Total   |
| ------------------- | ------ | ------ | ------ | ------ | ------ | ------ | ------ | ------ | ------ | ------ | ------ | ------ | ------ | ------ | ------ | ------ | ------ | ------ | ------ | ------ | ------ | ------ | ------ | ------ | ------- |
| Rondônia            | 1.068  | 1.050  | 1.221  | 1.104  | 1.221  | 1.358  | 1.490  | 1.410  | 1.414  | 1.408  | 1.377  | 1.112  | 1.306  | 1.436  | 1.528  | 1.397  | 1.566  | 1.406  | 1.479  | 1.508  | 1.571  | 1.458  | 1.290  | 1.314  | 32.492  |
| Acre                | 310    | 342    | 331    | 246    | 302    | 321    | 407    | 360    | 287    | 337    | 375    | 357    | 355    | 387    | 439    | 488    | 531    | 522    | 550    | 507    | 655    | 820    | 689    | 625    | 10.543  |
| Amazonas            | 1.199  | 1.240  | 1.299  | 1.233  | 1.352  | 1.255  | 1.349  | 1.389  | 1.476  | 1.517  | 1.671  | 1.681  | 1.948  | 1.991  | 2.263  | 2.527  | 2.678  | 2.596  | 2.721  | 2.989  | 2.821  | 3.005  | 2.928  | 3.030  | 48.158  |
| Roraima             | 268    | 273    | 334    | 397    | 348    | 328    | 344    | 305    | 342    | 316    | 335    | 385    | 337    | 351    | 372    | 350    | 419    | 506    | 435    | 536    | 474    | 590    | 698    | 591    | 9.634   |
| Pará                | 2.150  | 2.363  | 2.494  | 2.322  | 2.233  | 2.632  | 3.047  | 3.223  | 3.367  | 3.926  | 4.277  | 4.385  | 5.232  | 5.200  | 6.125  | 5.744  | 6.197  | 6.487  | 6.657  | 6.850  | 7.432  | 7.714  | 7.569  | 6.487  | 114.113 |
| Amapá               | 347    | 298    | 334    | 345    | 339    | 389    | 429    | 411    | 403    | 429    | 439    | 406    | 429    | 421    | 503    | 488    | 536    | 545    | 543    | 554    | 600    | 634    | 652    | 631    | 11.105  |
| Tocantins           | 509    | 520    | 617    | 579    | 657    | 709    | 720    | 770    | 832    | 782    | 833    | 946    | 954    | 1.051  | 1.185  | 1.211  | 1.236  | 1.262  | 1.319  | 1.393  | 1.525  | 1.568  | 1.456  | 1.377  | 24.011  |
| Maranhão            | 1.384  | 1.531  | 1.709  | 1.341  | 1.611  | 1.832  | 2.030  | 2.229  | 2.255  | 2.729  | 2.738  | 3.143  | 3.502  | 3.585  | 3.887  | 4.135  | 4.663  | 5.026  | 5.580  | 5.382  | 5.452  | 5.076  | 4.811  | 4.514  | 80.145  |
| Piauí               | 665    | 679    | 737    | 735    | 1.035  | 1.102  | 1.198  | 1.273  | 1.354  | 1.406  | 1.717  | 1.654  | 1.789  | 1.860  | 1.975  | 2.083  | 2.314  | 2.366  | 2.619  | 2.477  | 2.584  | 2.414  | 2.472  | 2.261  | 40.769  |
| Ceará               | 3.469  | 3.591  | 3.168  | 3.765  | 3.941  | 4.073  | 4.480  | 4.765  | 4.904  | 5.110  | 5.268  | 5.645  | 5.801  | 5.849  | 7.047  | 7.420  | 8.433  | 9.081  | 9.297  | 8.824  | 8.129  | 9.807  | 9.186  | 6.826  | 147.879 |
| Rio Grande do Norte | 1.343  | 1.386  | 1.272  | 1.311  | 1.530  | 1.452  | 1.509  | 1.508  | 1.621  | 1.680  | 1.730  | 1.934  | 2.084  | 2.286  | 2.162  | 2.414  | 2.544  | 2.763  | 2.978  | 2.892  | 3.180  | 3.580  | 3.144  | 2.595  | 50.898  |
| Paraíba             | 1.523  | 1.387  | 1.376  | 1.280  | 1.391  | 1.242  | 1.732  | 1.584  | 1.934  | 1.970  | 2.134  | 2.144  | 2.494  | 2.731  | 2.907  | 3.093  | 3.191  | 3.269  | 3.173  | 3.246  | 3.156  | 3.095  | 3.036  | 2.666  | 55.754  |
| Pernambuco          | 6.235  | 6.940  | 7.461  | 7.200  | 7.448  | 7.614  | 7.472  | 7.451  | 7.407  | 7.607  | 7.799  | 8.148  | 8.157  | 7.968  | 7.646  | 7.771  | 7.483  | 7.291  | 7.480  | 8.212  | 9.114  | 9.770  | 8.639  | 8.189  | 186.502 |
| Alagoas             | 1.669  | 1.671  | 1.665  | 1.479  | 1.671  | 1.781  | 1.986  | 2.028  | 2.083  | 2.198  | 2.691  | 2.984  | 2.956  | 3.060  | 3.403  | 3.572  | 3.367  | 3.514  | 3.463  | 2.986  | 3.096  | 3.133  | 2.683  | 2.383  | 61.522  |
| Sergipe             | 1.176  | 1.000  | 1.079  | 1.132  | 1.181  | 1.249  | 1.305  | 1.230  | 1.312  | 1.304  | 1.372  | 1.339  | 1.457  | 1.641  | 1.781  | 1.764  | 1.955  | 2.165  | 2.167  | 2.444  | 2.483  | 2.323  | 2.112  | 1.957  | 38.928  |
| Bahia               | 5.918  | 6.189  | 6.339  | 6.141  | 6.299  | 6.506  | 7.260  | 7.345  | 7.518  | 7.633  | 8.435  | 9.440  | 10.653 | 11.493 | 12.168 | 11.968 | 13.233 | 12.545 | 13.047 | 12.751 | 13.707 | 13.785 | 13.096 | 12.893 | 236.362 |
| Minas Gerais        | 10.026 | 10.139 | 9.835  | 8.790  | 8.202  | 8.876  | 9.598  | 10.806 | 11.445 | 11.671 | 12.183 | 12.415 | 12.187 | 12.681 | 12.931 | 14.263 | 14.237 | 14.170 | 14.845 | 14.002 | 14.032 | 14.324 | 12.782 | 13.113 | 287.553 |
| Espírito Santo      | 2.785  | 2.884  | 3.172  | 2.870  | 2.936  | 2.972  | 3.228  | 3.191  | 3.273  | 3.317  | 3.574  | 3.881  | 3.984  | 3.930  | 3.944  | 3.804  | 3.995  | 3.894  | 3.922  | 3.639  | 3.433  | 3.782  | 3.409  | 3.302  | 83.121  |
| Rio de Janeiro      | 17.208 | 16.399 | 15.810 | 15.206 | 14.858 | 15.024 | 16.078 | 15.640 | 14.990 | 15.039 | 14.938 | 15.189 | 14.420 | 14.184 | 13.794 | 13.765 | 13.066 | 13.525 | 14.069 | 13.263 | 14.563 | 14.634 | 14.705 | 13.969 | 354.336 |
| São Paulo           | 33.137 | 32.781 | 32.134 | 34.108 | 33.896 | 34.009 | 32.958 | 31.395 | 29.492 | 27.523 | 25.013 | 23.241 | 23.837 | 24.048 | 24.151 | 24.276 | 25.041 | 24.156 | 25.095 | 23.450 | 22.526 | 22.194 | 21.985 | 21.749 | 652.195 |
| Paraná              | 7.126  | 6.990  | 6.772  | 6.628  | 6.812  | 6.950  | 7.254  | 7.655  | 8.378  | 8.354  | 8.463  | 8.832  | 9.074  | 9.286  | 9.535  | 9.376  | 9.832  | 8.935  | 8.912  | 8.723  | 9.022  | 8.603  | 8.549  | 8.388  | 198.449 |
| Santa Catarina      | 3.811  | 3.724  | 3.190  | 3.266  | 3.312  | 3.394  | 3.688  | 3.764  | 3.890  | 3.951  | 3.852  | 3.952  | 4.132  | 4.039  | 4.115  | 4.245  | 4.285  | 4.062  | 4.447  | 4.243  | 4.334  | 4.621  | 4.251  | 4.329  | 94.897  |
| Rio Grande do Sul   | 6.812  | 6.889  | 6.484  | 6.422  | 6.555  | 6.602  | 6.910  | 6.889  | 7.022  | 6.930  | 6.976  | 7.278  | 7.397  | 7.358  | 7.257  | 7.167  | 7.575  | 7.766  | 7.963  | 7.895  | 8.436  | 8.643  | 8.022  | 7.612  | 174.860 |
| Mato Grosso do Sul  | 2.002  | 1.974  | 1.656  | 1.621  | 1.645  | 1.653  | 1.846  | 1.853  | 1.957  | 1.945  | 1.955  | 2.006  | 2.004  | 2.110  | 2.120  | 2.224  | 2.187  | 2.191  | 2.224  | 1.986  | 2.105  | 2.062  | 1.985  | 1.910  | 47.221  |
| Mato Grosso         | 1.882  | 1.956  | 2.053  | 2.075  | 2.376  | 2.338  | 2.581  | 2.483  | 2.563  | 2.585  | 2.479  | 2.495  | 2.734  | 2.912  | 2.861  | 2.815  | 3.027  | 3.177  | 3.329  | 3.065  | 3.079  | 3.021  | 2.922  | 2.784  | 63.592  |
| Goiás               | 3.397  | 3.740  | 3.563  | 3.716  | 3.650  | 3.723  | 4.081  | 3.977  | 4.310  | 4.344  | 4.128  | 4.294  | 4.865  | 4.921  | 5.279  | 5.542  | 6.371  | 6.575  | 6.728  | 6.607  | 6.579  | 6.452  | 6.185  | 5.829  | 118.856 |
| Distrito Federal    | 1.737  | 1.614  | 1.585  | 1.582  | 1.596  | 1.570  | 1.570  | 1.723  | 1.641  | 1.622  | 1.636  | 1.746  | 1.848  | 1.918  | 1.878  | 1.940  | 2.051  | 1.888  | 1.900  | 1.712  | 1.773  | 1.549  | 1.558  | 1.476  | 41.113  |

| Ano do Óbito | Óbitos p/Residênc |
| ------------ | ----------------- |
| 1996         | 119.156           |
| 1997         | 119.550           |
| 1998         | 117.690           |
| 1999         | 116.894           |
| 2000         | 118.397           |
| 2001         | 120.954           |
| 2002         | 126.550           |
| 2003         | 126.657           |
| 2004         | 127.470           |
| 2005         | 127.633           |
| 2006         | 128.388           |
| 2007         | 131.032           |
| 2008         | 135.936           |
| 2009         | 138.697           |
| 2010         | 143.256           |
| 2011         | 145.842           |
| 2012         | 152.013           |
| 2013         | 151.683           |
| 2014         | 156.942           |
| 2015         | 152.136           |
| 2016         | 155.861           |
| 2017         | 158.657           |
| 2018         | 150.814           |
| 2019         | 142.800           |
| TOTAL        | 3.265.008         |

### Na faixa etária de 11 a 19 anos
A maioria dos casos decorre de morte por enforcamento, estrangulamento ou sufocação (63,2% entre homens e 42,8% entre mulheres), disparo de arma de fogo (21,4% entre homens e 9,2% entre mulheres) e pesticidas (17,6% entre mulheres e 3,3% entre homens). Em comparação com as outras faixas etárias, o uso de pesticidas, outros produtos químicos e substâncias nocivas (7,3% entre mulheres e 2,3% entre homens)e outras drogas, medicamentos e substâncias biológicas (5,7% entre mulheres 0,2% entre homens) aparecem como métodos de suicídio em destaque.[carece de fontes?]

### Na faixa etária de 20 a 59 anos
A maioria dos casos decorre de morte por enforcamento, estrangulamento ou sufocação (59,7% entre homens e 40,4% entre mulheres), disparo de arma de fogo (16,6% entre homens e 9,5% entre mulheres) e pesticidas (12,1% entre mulheres e 5,6% entre homens).[carece de fontes?]

### Na faixa etária de 60 anos e mais
A maioria dos casos decorre de morte por enforcamento, estrangulamento ou sufocação (59,7% entre homens e 40,4% entre mulheres), disparo de arma de fogo (16,6% entre homens e 9,5% entre mulheres) e pesticidas (12,1% entre mulheres e 5,6% entre homens). Em comparação com as outras faixas etárias, a precipitação de um lugar elevado (7,7% entre mulheres e 2,8% entre homens) e uso de fumaça, fogo e chamas (7,7% entre mulheres e 1,1% entre homens) aparecem como métodos de suicídio em destaque.[carece de fontes?]

## Ações do Ministério da Saúde
- Portaria nº 1.876, institui Diretrizes Nacionais para Prevenção do Suicídio a ser implantadas em todas as unidades federadas.[15]
- Portaria nº 3088/2011, foi instituída a Rede de Atenção Psicossocial (RAPS) para pessoas com sofrimento ou transtorno mental, no âmbito do Sistema Único de Saúde (SUS).[16]
- Portaria nº 1271, a qual define a Lista Nacional de Notificação Compulsória de doenças, agravos e eventos de saúde pública nos serviços de saúde públicos e privados em todo o território nacional, torna as tentativas de suicídio e o suicídio agravos de notificação compulsória imediata em todo o território nacional.[17]
- Portaria nº 3.479, institui o Comitê Gestor para elaboração de um Plano Nacional de Prevenção do Suicídio no Brasil em consonância com as Diretrizes Nacionais para Prevenção do Suicídio e com as Diretrizes Organizacionais das Redes de Atenção à Saúde.[18]
- Portaria Nº 3.491, institui incentivo financeiro de custeio para desenvolvimento de projetos de promoção da saúde, vigilância e atenção integral à saúde direcionados para prevenção do suicídio no âmbito da Rede de Atenção Psicossocial do Sistema Único de Saúde (SUS).[19]

Em setembro de 2017, o MS lançou o Boletim Epidemiológico 2017 e a Agenda de Ações Estratégicas para a Vigilância e Prevenção do Suicídio e Promoção da Saúde no Brasil 2017–2020.
Em outubro de 2017, o Ministério da Saúde elaborou a cartilha Suicídio. Saber, agir e prevenir para orientar jornalistas na divulgação e abordagem de casos de suicídio, Algumas das dicas são: não divulgar detalhes sobre como o suicida se matou, evitar a palavra suicídio em manchetes e chamadas, assim como termos valorativos, como "cometeu" suicídio.
O Brasil está entre os países que assinou o Plano de Ação em Saúde Mental 2015–2020 lançado pela Organização Pan-Americana da Saúde com objetivo de acompanhar o número anual de mortes e o desenvolvimento de programas de prevenção; a redução da taxa de mortalidade faz parte dos Objetivos de Desenvolvimento Sustentável (ODS) até 2030.

### Publicações
- Prevenção do Suicídio - Manual dirigido a profissionais das equipes de saúde mental, Ministério da Saúde – Brasil, Estratégia Nacional de Prevenção do Suicídio, Organização Pan-Americana da Saúde, Universidade Estadual de Campinas
- Plan de acción sobre salud mental 2013-2020, Organização Mundial da Saúde, 2013, ISBN 9789243506029
- Boletim de Vigilância Epidemiológica de Suicídio e Tentativa de Suicídio, Governo do Estado do Rio Grande do Sul

Orientações à imprensa
- Suicídio. Saber, agir e prevenir, Ministério da Saúde
- Comportamento suicida, conhecer para prevenir, Associação Brasileira de Psiquiatria
- Prevenção do suicídio: um manual para profissionais da mídia, Organização Mundial da Saúde, Departamento de Saúde Mental Transtornos Mentais e Comportamentais, Genebra, 2000